# ジョン・カーター (映画)
『ジョン・カーター』（John Carter）は、2012年のアメリカ合衆国のSFアクション映画である。エドガー・ライス・バローズによる古典SF小説『火星のプリンセス』を原作としている。
ピクサーのアニメ映画『ファインディング・ニモ』（2003年）と『ウォーリー』（2008年）のアンドリュー・スタントンの実写映画の監督・脚本デビュー作である。共同脚本はマーク・アンドリュースとマイケル・シェイボン、プロデューサーはジム・モリスとコリン・ウィルソンとリンジー・コリンズ、音楽はマイケル・ジアッキーノである。
ウォルト・ディズニー・ピクチャーズ配給により2012年3月9日にアメリカ合衆国で2D、デジタル3D、IMAX 3D形式で公開された。撮影は2009年11月から始まり、2010年1月から7月末まで主要撮影が行われた。
『ジョン・カーター』の興行は新記録を作ったロシアを始めとする国際市場では成功したものの、北米では不振となり、また批評家のレビューも賛否両論となった。

## キャスト
※括弧内は日本語吹き替え
- ジョン・カーター（英語版） - テイラー・キッチュ（宮内敦士）
- デジャー・ソリス（英語版） - リン・コリンズ（林真里花）
- ソラ - サマンサ・モートン（東條加那子）
- タルス・タルカス（英語版） - ウィレム・デフォー（石井康嗣）
- タル・ハジュス - トーマス・ヘイデン・チャーチ（関貴昭）
- マタイ・シャン - マーク・ストロング（藤真秀）
- タルドス・モリス - キアラン・ハインズ（楠見尚己）
- サブ・サン - ドミニク・ウェスト（咲野俊介）
- カントス・カン - ジェームズ・ピュアフォイ（坂詰貴之）
- パウエル - ブライアン・クランストン（金尾哲夫）
- サルコジャ - ポリー・ウォーカー（定岡小百合）
- エドガー・ライス・バローズ - ダリル・サバラ（中山優馬）
- トンプソン - ルパート・フレイザー（伊藤和晃）
- ダルトン - ニコラス・ウッドソン（西村知道）
- ディックス - ドン・スターク（篠塚勝）
- 若いサーク族の戦士 - デヴィッド・シュワイマー
- ゾダンガ王国の将軍 - アート・マリック
- サーク族の賭け屋 - ジョン・ファヴロー（カメオ出演）[14]

## 本作に至るまでの歴史

### 原作
本作は、ジョン・カーターの活躍を描いたSF小説『火星のプリンセス』（1917年）に基づいている。小説、映画版共に「ジョン・カーターは元南北戦争南軍の士官であり、バルスーム（火星）に行く」、という設定である。
『火星のプリンセス』は、全11巻の「火星シリーズ」の1作目である。作者はエドガー・ライス・バローズ。当初は『Under the Moons of Mars』という題名でパルプ・マガジンの The All-Story に1912年2月から7月まで連載された（原稿を送った際の題名は『Dejah Thoris, Princess of Mars』）。その5年後に、A. C. McClurgよりハードカバーで単行本が出版される際、『～プリンセス』と改題された。

### ボブ・クランペットによる製作
1931年、『ルーニー・テューンズ』の監督であるボブ・クランペットが『火星のプリンセス』を長編アニメ映画化するため、エドガー・ライス・バローズに接近した。バローズは、「実写では、さまざまな制限に直面するだろう」と考え、ジョン・カーターの冒険を描いたオリジナルのアニメーションを作るためにクランペットに助言した。1935年にバローズの息子のジョン・コールマン・バローズと協力し、クランペットはロトスコープと他の手描きの技術を使い、火星の重力下のジョン・カーターのパワフルなアクションを行った役者の動きを介してトレーシングした。MGM（メトロ・ゴールドウィン・メイヤー）の社長はシリーズ化にも乗り気であった。
1936年にテスト映像が製作されたが、アメリカでの試写の結果は芳しくなかった。シリーズはゴーサインを与えられず、そしてクランペットは代わりにアニメの「ターザン・シリーズ」の製作を進められた（後に断った）。同年に公開したユニバーサル・ピクチャーズの連続活劇『フラッシュ・ゴードン』が成功したことにより、クランペットは「MGMの決定は間違いであった」と考えた。クランペットが製作したテスト映像は、1970年代にバローズの孫のダントン・バローズが発見するまで紛失していた。もしも『A Princess of Mars』が実現していたら、ウォルト・ディズニーの『白雪姫』に先駆け、アメリカで最初の長編映画になっていた。
1950年代後半には、ストップモーション・アニメーション効果監督のレイ・ハリーハウゼンが映画化に興味を示していた。

### 1980年代のディズニーでの企画
1980年代、プロデューサーのマリオ・カサールとアンドリュー・G・ヴァイナがウォルト・ディズニー・ピクチャーズのために権利を買い、『スター・ウォーズ』や『コナン・ザ・グレート』と競おうとしていた。テッド・エリオットとテリー・ロッシオが脚本執筆のために雇われ、ジョン・マクティアナンとトム・クルーズが監督と主演のために交渉された。マクティアナンは、（当時の）視覚効果はまだバローズのビジョンを再現できる水準ではなかったことに気づき、プロジェクトは頓挫した。その後もプロジェクトはディズニーに残り、ジェフリー・カッツェンバーグが強力な提唱者となっていたが、最終的に権利はバローズの財団に返還された。

### パラマウントでの製作
プロデューサーのジェームズ・ジャックスは、『火星のプリンセス』を賞賛するハリー・ノウルズの自伝を読んだ。子供のころにバローズを読んでいたジャックスはパラマウント映画を説得し、コロンビア ピクチャーズを経て映画化権を獲得した。パラマウントとジャックスが権利を獲得した後、彼はノウルズをアドバイザーにするために連絡し、マーク・プロトセヴィッチを脚本執筆のために雇った。2004年にノウルズによって脚本を見せられたロバート・ロドリゲスが監督契約を結んだ。ノウルズが他の多くの映画製作者へのアドバイザーだったことを知るロドリゲスは、プロデューサーとしてクレジットされるように依頼した。
ロドリゲスは『シン・シティ』でも使ったオール・デジタル・ステージを使い、2005年に撮影開始を計画した。また映画のデザイナーとしてバローズ作品のイラストレーターのフランク・フラゼッタを雇おうとした。しかしながら、ロドリゲスはフランク・ミラーを『シン・シティ』の共同監督としてクレジットさせるために米映画業界と論争を引き起こし、結果、全米監督協会（DGA）を脱退した。2004年、非DGAの監督は雇えないとしたパラマウントはケリー・コンランを監督、アーレン・クルーガーを脚本書きなおしのために雇った。後にコンランはプロジェクトを去り、2005年10月に新たにジョン・ファヴローが監督となった。
ファヴローと脚本のマーク・ファーガスはバローズの小説に忠実に作りたがっていた。2006年8月、パラマウントは『スター・トレック』シリーズに集中するために本作の権利の更新を辞め、ファヴローとファーガスはマーベルの『アイアンマン』の企画に移った。

## 製作

### 構想
1980年代に初めてディズニーがカーターの権利を獲得して以来、様々な映画製作者が映画化を試みた。ファヴローとファーガスが降りた後、ピクサーのヒット作『ウォーリー』と『ファインディング・ニモ』を監督したアンドリュー・スタントンは、バロウズ財団から権利を取得するようスタジオに働きかけた。「私は子供のころに原作本を読んだので、誰かがスクリーン上に登場させて欲しかった」と彼は説明した。
スタントンは「火星のインディアナ・ジョーンズ」としてピッチングし、自分を監督させるようにディズニーに働きかけた。スタジオは当初懐疑的であった。彼はこれまで実写映画を監督した経験が無く、また、確実に週末興行収入で1位になるような有名俳優を使わないことを望んだ。脚本は混乱し、継続が困難であると見なされた。しかしスタントンが『ウォーリー』と『ファインディング・ニモ』を成功させ、スタジオは彼が監督するのを承認した。
映画はPG-13で製作されることになった。2008年、彼らは小説第1巻に基づいたジョン·カーター3部作の第1部の初稿を終えた。2009年4月、作家のマイケル・シェイボンが脚本修正のために雇われた。
『ウォーリー』を終えた後、スタントンとウェルズは調査の一環として、カリフォルニア州ターザナのEdgar Rice Burroughs, Inc.のアーカイブを訪れた。ピクサーのゼネラルマネージャーのジム・モリスは、映画がフランク・フラゼッタのイラストとは異なるユニークな外観を持っていると述べた。また本作は、彼が関わったこれまでのアニメーション・プロジェクトのどれよりもプリプロダクションの期間が短かったが、彼が子供の頃にバロウズの小説を読んでいてすでにそのシーンの多くを視覚化していたため、このような条件でも比較的容易であったと説明した。
元々は『John Carter of Mars』であったが、今作は「火星のジョン・カーター」になる過程を描く物語であるため、「of Mars」は取り除かれた。スタントンは今後のシリーズでは「Mars」を付けるつもりである。

### 撮影
主要撮影は2010年1月にロンドンのロングクロス・スタジオで始まり、同年7月にユタ州で完了した。ユタ州のロケ地にはパウエル湖とグランド郡、ウェイン郡、ケーン郡が含まれた。1月に及ぶ再撮影はロサンゼルスのプラヤヴィスタで行われた。映画はコダック35mmフィルム、パナビジョンアナモルフィックで撮影された。

### ポストプロダクション
2010年2月、マイケル・ジアッキーノはインタビューにて、映画音楽を作っていることを明かした。ジアッキーノはこれまでにピクサーの監督の作品の音楽を何度も手掛けてきたが、スタントン監督作品はこれが初めてである。
映画は複数の3Dフォーマットで公開された。
本作はスティーブ・ジョブズに捧げられている。

## 音楽

### サウンドトラック
| 専門評論家によるレビュー | 専門評論家によるレビュー |
| レビュー・スコア         | レビュー・スコア         |
| 出典                     | 評価                     |
| ------------------------ | ------------------------ |
| Examiner.com             | [ 41 ]                   |
| Film Music Magazine      | (A)                      |
| Movie Music UK           | [ 43 ]                   |
| Tracksounds              | (8/10)                   |

| #   | タイトル                                         | 作詞 | 作曲・編曲 | 時間 |
| --- | ------------------------------------------------ | ---- | ---------- | ---- |
| 1.  | 「A Thern For the Worse」                        |      |            | 7:38 |
| 2.  | 「Get Carter」                                   |      |            | 4:25 |
| 3.  | 「Gravity of the Situation」                     |      |            | 1:20 |
| 4.  | 「Thark Side of Barsoom」                        |      |            | 2:55 |
| 5.  | 「Sab Than Pursues the Princess」                |      |            | 5:33 |
| 6.  | 「The Temple of Issus」                          |      |            | 3:24 |
| 7.  | 「Zodanga Happened」                             |      |            | 4:01 |
| 8.  | 「The Blue Light Special」                       |      |            | 4:11 |
| 9.  | 「Carter They Come, Carter They Fall」           |      |            | 3:55 |
| 10. | 「A Change of Heart」                            |      |            | 3:04 |
| 11. | 「A Thern Warning」                              |      |            | 4:04 |
| 12. | 「The Second Biggest Apes I've Seen This Month」 |      |            | 2:35 |
| 13. | 「The Right of Challenge」                       |      |            | 2:22 |
| 14. | 「The Prize is Barsoom」                         |      |            | 4:29 |
| 15. | 「The Fight for Helium」                         |      |            | 4:22 |
| 16. | 「Not Quite Finished」                           |      |            | 2:06 |
| 17. | 「Thernabout」                                   |      |            | 1:18 |
| 18. | 「Ten Bitter Years」                             |      |            | 3:12 |
| 19. | 「John Carter of Mars」                          |      |            | 8:53 |

ウォルト・ディズニー・レコードより、映画公開の3日前の2012年3月6日にサウンドトラックが発売された。
ジアッキーノによる映画音楽は、ジョン・ウィリアムズの作品や連続活劇の音楽と比較された。

## 公開
元々は2012年6月8日公開を予定していたが、2011年1月にディズニーは2012年3月9日に変更した。ティザー予告は2011年7月14日に『ハリー・ポッターと死の秘宝 PART2』の上映の際に初公開された。公式予告は2011年11月30日に初公開された。2012年2月5日に第46回スーパーボウルの際にコマーシャルが流された。

### 批評家の反応
『ジョン・カーター』のレビューは賛否両論であった。 Rotten Tomatoesでは2012年4月9日時点で202件のレビュー中支持率50%であった。Metacriticでは42件のレビューで加重平均値51/100となった。

### 興行収入
『ジョン・カーター』は2012年4月9日までに北アメリカで6797万3000ドル、全世界で2億6357万3000を売り上げている。北アメリカでは2012年3月9日金曜に公開され、同日に約981万ドルを売り上げた。日曜までの3日間の成績は3020万ドルであり、『ロラックスおじさんの秘密の種』に次いで初登場2位となった。一方、北米以外では初週末に約7060万ドルを売り上げて1位となった。最高の成績だった市場はロシアと独立国家共同体（CIS）であり、初日に約650万ドル（歴代最高）、週末で約1650万ドルを売り上げた。このような北米外での健闘にもかかわらず、ディズニーは本作が3月31日の第2四半期までに2億ドルの赤字を出すという見通しを明らかにした。結果、メディアではボックスオフィス・ボム（赤字映画）になると報じられた。しかしながら海外での好調な成績により損失は予想よりも低くなるだろうと一部のアナリストは推測している。

## 続編
『ジョン・カーター』は3部作の1作目として製作されている。プロデューサーのジム・モリスとリンジー・コリンズは2作目は『火星の女神イサス』とするつもりであり、ワーキングタイトルは『John Carter: The Gods of Mars』としている。